# Valeriya Kanatova
Valeriya Kanatova (ur. 29 sierpnia 1992) – uzbecka lekkoatletka specjalizująca się w trójskoku.
Nie udało jej się awansować do finału mistrzostw świata juniorów młodszych w 2007 oraz mistrzostw świata juniorów w 2008. Pierwszy międzynarodowy sukces osiągnęła w 2009 roku kiedy zdobyła brązowy medal mistrzostw świata juniorów młodszych – w tym samym sezonie była jeszcze dziesiąta na halowych igrzyskach azjatyckich. Tuż za podium – na czwartym miejscu – zakończyła start podczas mistrzostw świata juniorów w Moncton (2010), a na igrzyskach azjatyckich była piąta. W 2011 została wicemistrzynią Azji oraz odpadła w eliminacjach na mistrzostwach świata. 
Rekordy życiowe: stadion – 14,28 (12 czerwca 2011, Taszkent); hala – 14,00 (29 stycznia 2012, Krasnodar). Rezultat zawodniczki z czerwca 2011 (14,28) jest aktualnym rekordem Uzbekistanu w kategorii juniorów.

## Osiągnięcia
| Rok  | Impreza                               | Miejsce          | Pozycja           | Wynik |
| ---- | ------------------------------------- | ---------------- | ----------------- | ----- |
| 2007 | Mistrzostwa świata juniorów młodszych | Ostrawa          | el. – 14. miejsce | 12,15 |
| 2008 | Mistrzostwa świata juniorów           | Bydgoszcz        | el. – 24. miejsce | 12,37 |
| 2009 | Mistrzostwa świata juniorów młodszych | Tyrol Południowy | 3. miejsce        | 13,45 |
| 2009 | Halowe igrzyska azjatyckie            | Hanoi            | 10. miejsce       | 12,69 |
| 2010 | Mistrzostwa świata juniorów           | Moncton          | 4. miejsce        | 13,68 |
| 2010 | Igrzyska azjatyckie                   | Kanton           | 5. miejsce        | 13,46 |
| 2011 | Mistrzostwa Azji                      | Kobe             | 2. miejsce        | 14,14 |
| 2011 | Mistrzostwa świata                    | Taegu            | el. – 22. miejsce | 13,86 |
| 2012 | Halowe mistrzostwa świata             | Stambuł          | el. – 24. miejsce | 13,51 |